# Kovdozero

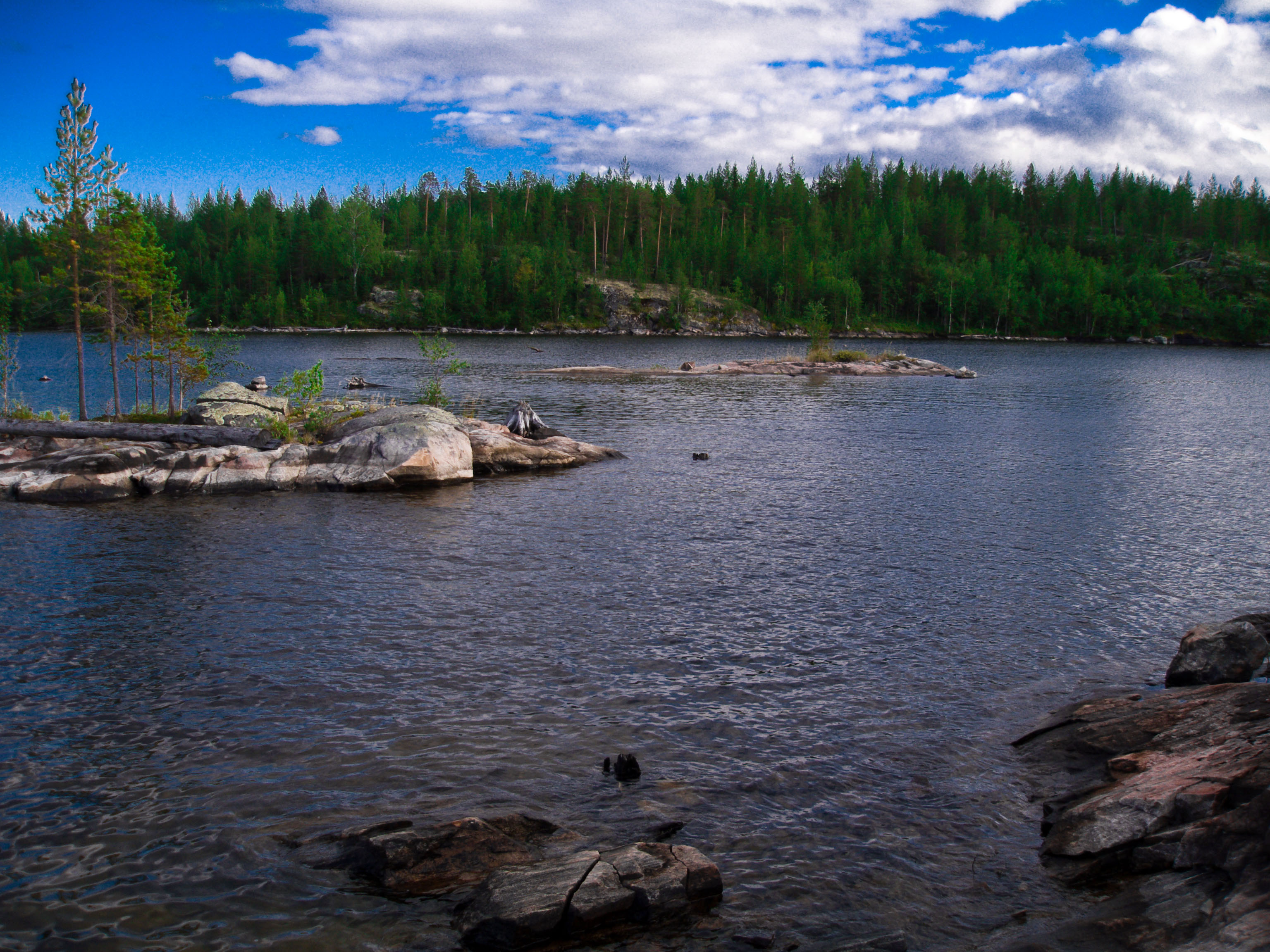

Kovdozero (rusky Ковдозеро, Ковда nebo Ковдоозеро) je jezero v jižní části Murmanské oblasti v Rusku. Rozloha jezera včetně ostrovů je 294 km² (při obvyklé úrovni hladiny). Bez ostrovů pak 224 km².

## Pobřeží
Jezero má složitý lopatkovitý tvar pobřeží a 580 ostrovů. Jejich celková plocha je 70 km². Největší délka je 48 km a šířka 23 km. Maximální hloubka je 56 m.

## Využití
Po postavení Knjažegubské vodní elektrárny v roce 1955 se jezero rozšířilo v přehradní nádrž, s jejíž pomocí je regulován odtok řeky Kovdy. Hladina jezera se zvedla o 6,4 m a rozloha se zvětšila na 608 km². Do Kovdozera ústí mnoho řek. Na jezeře je rozvinuté rybářství, lodní doprava a splavování dřeva.